# 한중일 통합 한자 확장 B
한중일 통합 한자 확장 B는 1998년부터 2000년까지 표의연구그룹(Ideographic Research Group)에 제출된 중국어, 일본어, 한국어, 베트남어의 희귀하고 역사적인 CJK 표의문자와 유니코드 13.0에 추가된 곤곡(kunqu)을 위한 7개의 공체(gongche) 문자, 그리고 유니코드 14.0에 추가된 마카오 보충 문자 집합(Macao Supplementary Character Set)을 위한 2개의 문자를 포함하는 유니코드 블록이다.
이 블록에는 표준화된 변형에 대해 정의된 수십 개의 변형 시퀀스가 있다.
또한 유니코드 표의문자 변형 데이터베이스(IVD)에 등록된 수천 개의 표의문자 변형 시퀀스가 있다. 이러한 시퀀스는 주어진 유니코드 문자에 대해 원하는 문자 변형을 지정한다.
UCS2003 소스 식별자를 가진 유일한 CJK 통합 표의문자 확장 블록이었다. 확장 B에 문자가 너무 많아 원래 코드 차트는 모든 지역에 대해 단일 문자로 생성되었다. 이 글리프는 베이징 중이 일렉트로닉(Beijing Zhongyi Electronic Ltd.)에서 디자인했다. 유니코드 5.2에 다중 열 코드 차트가 도입된 후, 원래 글리프는 UCS2003 소스 식별자로 유지되었다. 이후 유니코드 14.0에서 제거되었는데, 이는 중복될 뿐만 아니라 오해의 소지가 있기 때문이다. 이 글리프는 Windows 중국어 간체 버전과 함께 배포되는 "SimSun-ExtB" 글꼴로 패키징되었으며, 중국 본토 지역의 글리프와 호환되지 않는다.

## 목록
- 한중일 통합 한자 확장 B 목록 (20000-215FF)
- 한중일 통합 한자 확장 B 목록 (21600-230FF)
- 한중일 통합 한자 확장 B 목록 (23100-245FF)
- 한중일 통합 한자 확장 B 목록 (24600-260FF)
- 한중일 통합 한자 확장 B 목록 (26100-275FF)
- 한중일 통합 한자 확장 B 목록 (27600-290FF)
- 한중일 통합 한자 확장 B 목록 (29100-2A6DF)